# Ievdokia Mekxilo
Ievdokia Panteléievna Mekxilo (en rus: Евдокия Пантелеевна Мекшило) (Gorno-Altaisk, Unió Soviètica, 23 de març de 1931 - Sant Petersburg, 16 de gener de 2013) fou una esquiadora de fons soviètica que destacà en els Jocs Olímpics d'Hivern de 1964.

## Biografia
Va néixer el 23 de març de 1931 a la ciutat de Gorno-Altaisk, població situada a la República de l'Altai, que en aquells moments formava part de la Unió Soviètica i que avui en dia forma part de la Federació Russa. Va morir el 16 de gener de 2013 a Sant Petersburg.

## Carrera esportiva
Membre de les forces armades a la Unió Soviètica, participà en els Jocs Olímpics d'Hivern de 1964 realitzats a Innsbruck (Àustria), on aconseguí la medalla d'or formant part de l'equip soviètic dels relleus 3x5 quilòmetres i amb la medalla de plata en la prova de 10 quilòmetres en les proves d'esquí de fons.